# Pestfriedhof Zell
Der Pestfriedhof Zell ist als Begräbnisstätte der Pesttoten in der Gemeinde Eisenberg archivalisch nicht belegt. Nach alter Tradition haben jedoch Opfer des Pestjahres 1635 hier ihre letzte Ruhestätte gefunden. Der Pestfriedhof liegt links der Straße von Zell nach Schweinegg.

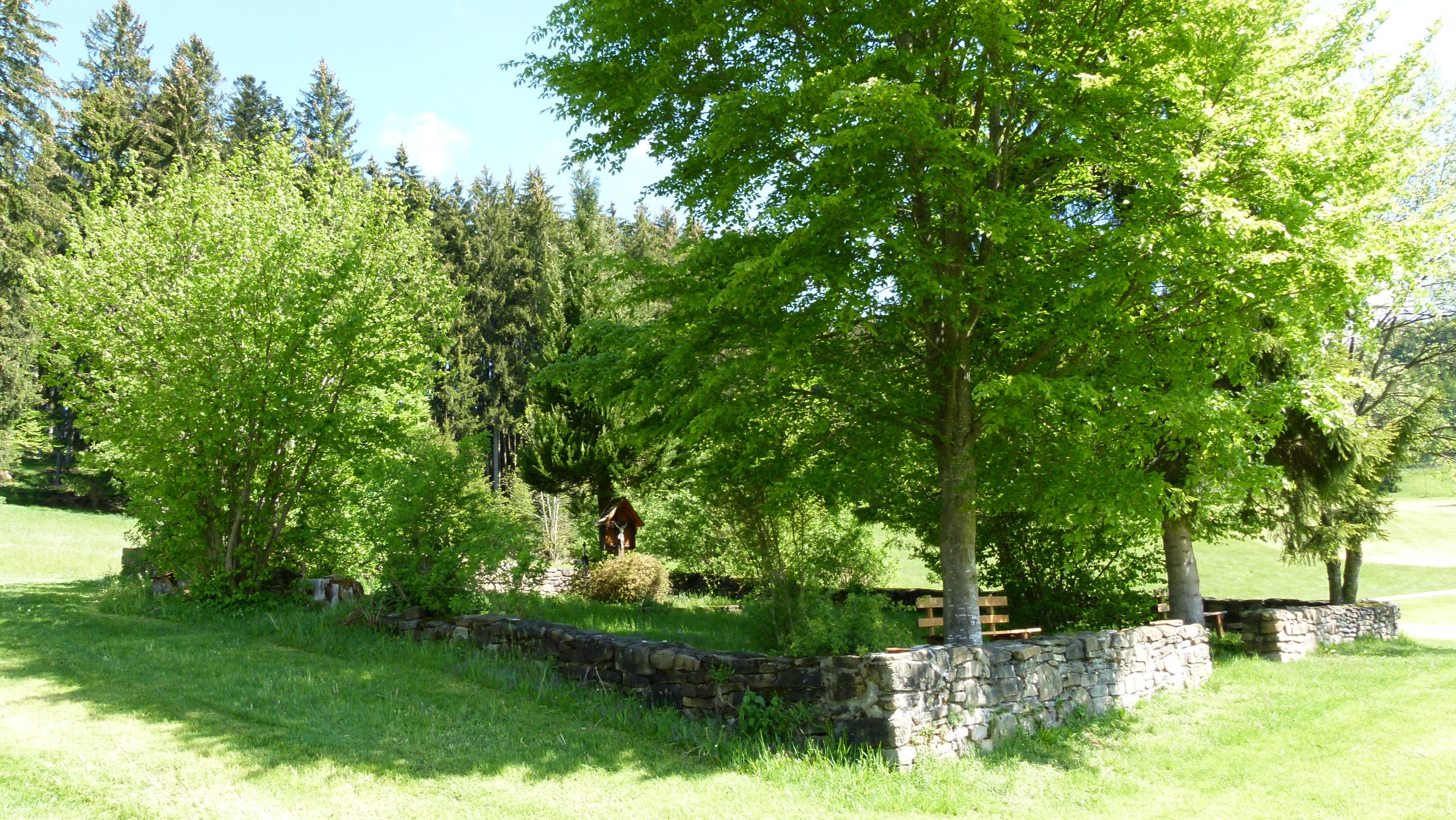
Pestfriedhof Zell

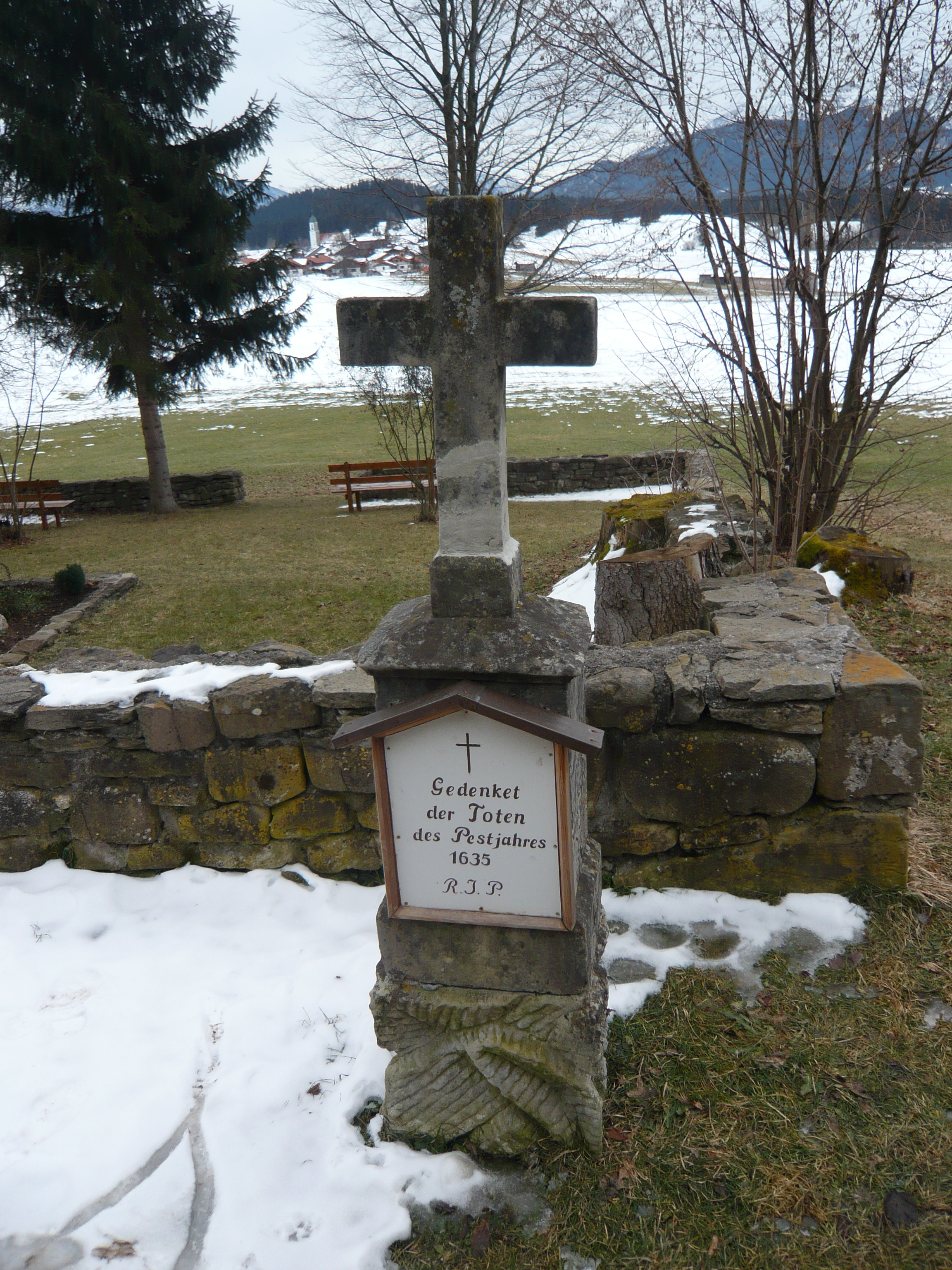
Gedenkstein

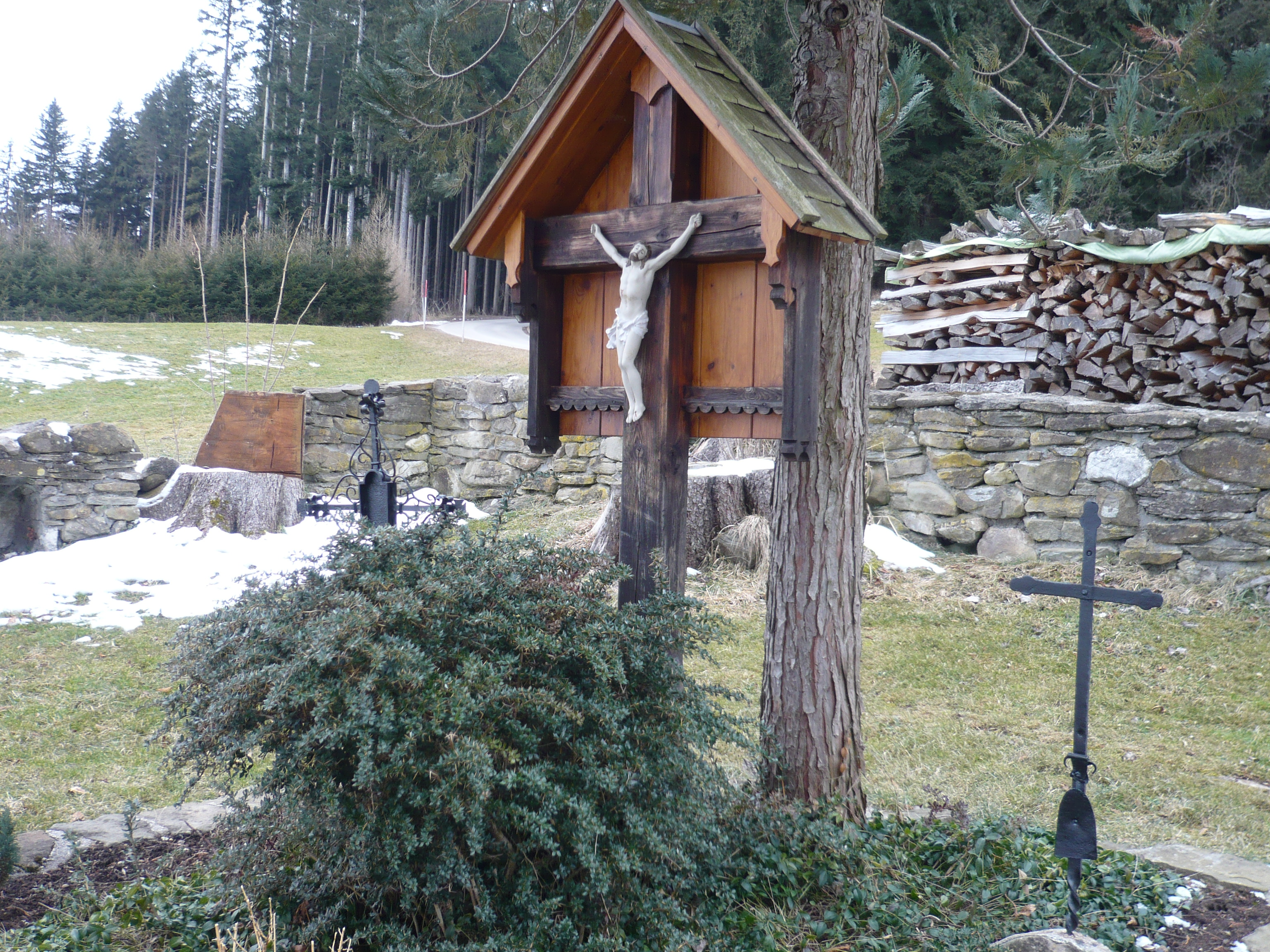
Die Kreuze im Pestfriedhof Zell, rechts Grabkreuz der Anna Maria Reichart von Zell

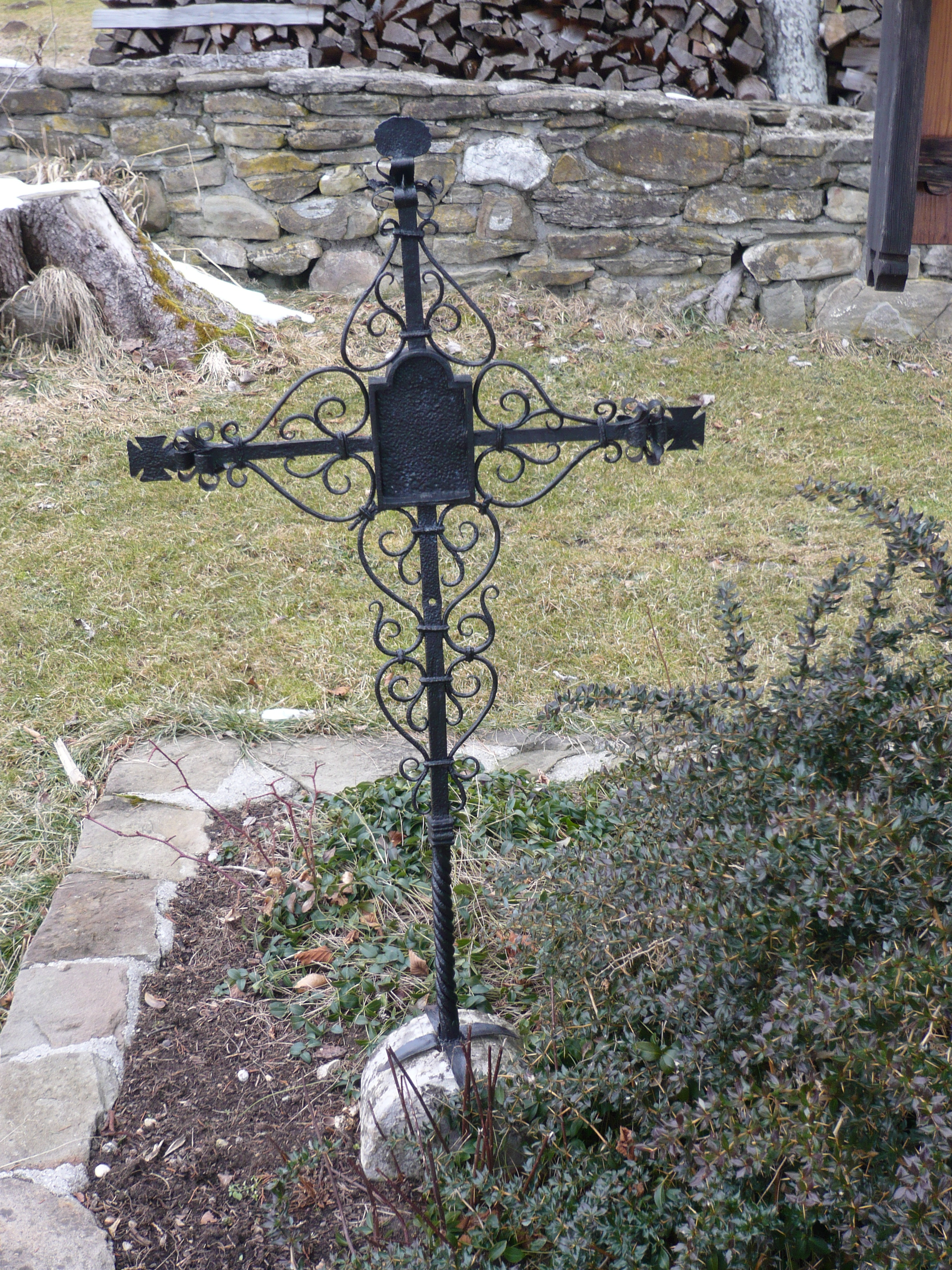
Grabkreuz des Kuraten Georg Gom

## Geschichte
Einem Bericht über die Entstehung der Wallfahrt bei Maria Hilf in Speiden im Mirakelbuch ist zu entnehmen, dass 1635 im Ort Reiter des Schlickischen Regiments in Quartier gelegen seien. Einer oder mehr seien behaftet gewesen mit der leidigen sucht oder poest, daran sy würcklich todts verblichen. Dies ist die einzige Quelle, die beweist, dass die Pest auch in der Gemeinde Eisenberg grassiert und Opfer gefordert hat.
Die Zahl der Pesttoten ist unbekannt, doch liegt ein alter Bericht vor, wonach der Seuche in der benachbarten Gemeinde Pfronten 54,8 % der Gesamtbevölkerung zum Opfer fiel. Diese Angabe dürfte auch für Eisenberg in etwa zutreffend sein.

## Anlage
Der Zeller Pestfriedhof ist annähernd quadratisch mit 17 m Länge und 14,50 m Breite. Er wird durch eine 50 cm dicke Sandsteinmauer eingefriedet. In seiner linken, südwestlichen Mauer ist eine Nische mit 45 cm Breite und 55 cm Höhe original erhalten. Ihre Funktion ist unbekannt. Die Nische auf der gegenüberliegenden Seite wurde bei Renovierungsmaßnahmen 1987 analog dazu ergänzt. Damals mussten einige Fichten beseitigt werden, die krank waren und die Umfassungsmauer mehr und mehr zerstörten. Zwei Ruhebänke laden den Besucher zum Rasten ein.

## Kreuze
Von den ursprünglich wohl vorhandenen Kreuzen ist keines erhalten geblieben. Nun befinden sich vier Kreuze am und im Pestfriedhof:
- Außen an der nördlichen Mauer wurde 1987 ein alter Grabstein aus dem Zeller Friedhof als Gedenkstein wiederverwendet. Auf einer vorgeblendeten Tafel steht die Inschrift: „Gedenket der Toten des Pestjahres 1635 R.I.P.“
- Im Mittelpunkt des Pestfriedhofes befindet sich ein mit Steinen umrahmtes Grab mit einem 2 m hohen Kreuz und einem Kruzifixus. Es wird auf beiden Seiten durch je einen Grabstein mit einem schmiedeeisernen Kreuz eingerahmt. Beide Grabdenkmäler stammen sicher ebenfalls aus dem Pfarrfriedhof.
- Der Stein zur linken Seite trägt (unter der Erde) die Inschrift:

+

DEN 3. JULI

1729 STIRBT

DER WOLEHR

WIRDTGE HER

ALDA GEORG GO[M]

GEBUERTIG VON

RUEDRACZ

HOFFEN

RIP

Georg Gom, * 21. Februar 1676 in Ruderatshofen, war Kurat in Zell.

Das sehr wertvolle Kreuz wurde 2022 durch eine originalgetreue Kopie ersetzt.
- Sein Pendant auf der rechten Seite trug die nicht mehr ganz lesbare Inschrift:

HIE LI...

ANNA ............

Nach Angabe einer Gewährsperson ist bei „Anna“ der Familienname „Maria Reichartin“ zu ergänzen. Nach dem Seelbuch von Zell müsste das Anna Maria Reichart sein (* in Sigratsbold, † 14. Juli 1855, ⚭ 24. April 1809 mit Joseph Moritz Nuschele „beim Nuschele“). Die vordere Seite des Steines ist als Platte abgeplatzt. Dieses Stück wurde 1987 in das Depot des Burgenmuseums Eisenberg verbracht.